# 34323 Williamrose
34323 Williamrose è un asteroide della fascia principale. Scoperto nel 2000, presenta un'orbita caratterizzata da un semiasse maggiore pari a 2,4122673 au e da un'eccentricità di 0,1221735, inclinata di 4,15091° rispetto all'eclittica.